# Tridactyle exellii
Tridactyle exellii är en orkidéart som beskrevs av Phillip James Cribb och Tariq Stévart. Tridactyle exellii ingår i släktet Tridactyle och familjen orkidéer. Inga underarter finns listade i Catalogue of Life.